# Nazionale olimpica di calcio della Danimarca
La nazionale olimpica danese di calcio è la rappresentativa calcistica della Danimarca che rappresenta l'omonimo stato ai giochi olimpici.

## Statistiche dettagliate sui tornei internazionali
Nota bene: come previsto dai regolamenti FIFA, le partite terminate ai tiri di rigore dopo i tempi supplementari sono considerate pareggi.

### Giochi olimpici
| Anno | Luogo             | Piazzamento      | V | N | P | Gol   |
| ---- | ----------------- | ---------------- | - | - | - | ----- |
| 1952 | Helsinki          | Quarti di finale | 2 | 0 | 1 | 7:6   |
| 1956 | Melbourne         | Non qualificata  | - | - | - | -     |
| 1960 | Roma              | Argento          | 4 | 0 | 1 | 11:7  |
| 1964 | Tokyo             | Non qualificata  | - | - | - | -     |
| 1968 | Città del Messico | Non qualificata  | - | - | - | -     |
| 1972 | Monaco di Baviera | Secondo turno    | 3 | 1 | 2 | 11:10 |
| 1976 | Montréal          | Non qualificata  | - | - | - | -     |
| 1980 | Mosca             | Non qualificata  | - | - | - | -     |
| 1984 | Los Angeles       | Non qualificata  | - | - | - | -     |
| 1988 | Seul              | Non qualificata  | - | - | - | -     |
| 1992 | Barcellona        | Primo turno      | 0 | 2 | 1 | 1:4   |
| 1996 | Atlanta           | Non qualificata  | - | - | - | -     |
| 2000 | Sydney            | Non qualificata  | - | - | - | -     |
| 2004 | Atene             | Non qualificata  | - | - | - | -     |
| 2008 | Pechino           | Non qualificata  | - | - | - | -     |
| 2012 | Londra            | Non qualificata  | - | - | - | -     |
| 2016 | Rio de Janeiro    | Quarti di finale | 1 | 1 | 2 | 1:6   |
| 2020 | Tokyo             | Non qualificata  | - | - | - | -     |
| 2024 | Parigi            | Non qualificata  | - | - | - | -     |

## Tutte le rose

### Giochi olimpici
Calcio ai Giochi Olimpici Estivi 19521 From, 2 Johansen, 3 P. Ey. Petersen, 4 Nielsen, 5 Knudsen, 6 K. B. Jensen, 7 P. Andersen, 8 Blicher, 9 Terkelsen, 10 Ginsborg, 11 Olesen, 12 J. P. Hansen, 13 S. Andersen, 14 P. E. Pedersen, 15 Holm, 16 Torstensen, 17 Lundberg, 18 Seebach, 19 J. W. Hansen, 20 A. R. Jensen, CT: Bjerregaard
Calcio ai Giochi Olimpici Estivi 1960P From, P Gaardhøje, P Sterobo, D Andersen, D B. Hansen, D Helbrandt, D Jensen, D Larsen, C Krog, C F. Nielsen, C H. C. Nielsen, A Danielsen, A Enoksen, A J. Hansen, A Mejer, A H. Nielsen, A Pedersen, A Sørensen, A Troelsen, CT: Sørensen
Calcio ai Giochi Olimpici Estivi 19721 Therkildsen, 2 Ahlberg, 3 Andresen, 4 Røntved, 5 J. Rasmussen, 6 Ha. Hansen, 7 J. Hansen, 8 Nygaard, 9 Simonsen, 10 Berthelsen, 11 Printzlau, 12 Pedersen, 13 Vonsyld, 14 Ziegler, 15 M. Rasmussen, 16 He. Hansen, 17 Bak, 18 Hildebrandt, 19 V. Hansen, CT: Strittich
Calcio ai Giochi Olimpici Estivi 19921 Jørgensen, 2 Helveg, 3 Laursen, 4 Thomsen, 5 Frank, 6 Kjeldbjerg, 7 J.C. Madsen, 8 Ekelund, 9 Molnar, 10 Frandsen, 11 Møller, 12 Risager, 13 Tøfting, 14 Højer Nielsen, 15 Hansen, 16 Flies, 17 J. Madsen, 18 Larsen, 19 Andersen, 20 Johansen, CT: Jensen
Calcio ai Giochi Olimpici Estivi 20161 Højbjerg, 2 Desler, 3 K. Larsen, 4 Gomes, 5 Blåbjerg, 6 Maxsø, 7 Vibe, 8 Hebo, 9 Brock-Madsen, 10 Bruun Larsen, 11 Laursen, 12 Børsting, 13 E. Larsen, 14 Nielsen, 15 Gregor, 16 Skov, 17 Jønsson, 18 Fernandes, CT: Frederiksen
NOTA: Per le informazioni sulle rose precedenti al 1952 visionare la pagina della Nazionale maggiore.